# Daying, Lai'an
Daying (kinesiska: 大英) är en köping i östra Kina. Den ligger i Lai'an härad i staden Chuzhou i provinsen Anhui,  omkring 130 kilometer öster om provinshuvudstaden Hefei. Antalet invånare är 15 910. Befolkningen består av 7 808 kvinnor och 8 102 män. Barn under 15 år utgör 12,0 %, vuxna 15-64 år 77 %, och äldre över 65 år 10,0 %.